# Igelkottsröksvamp

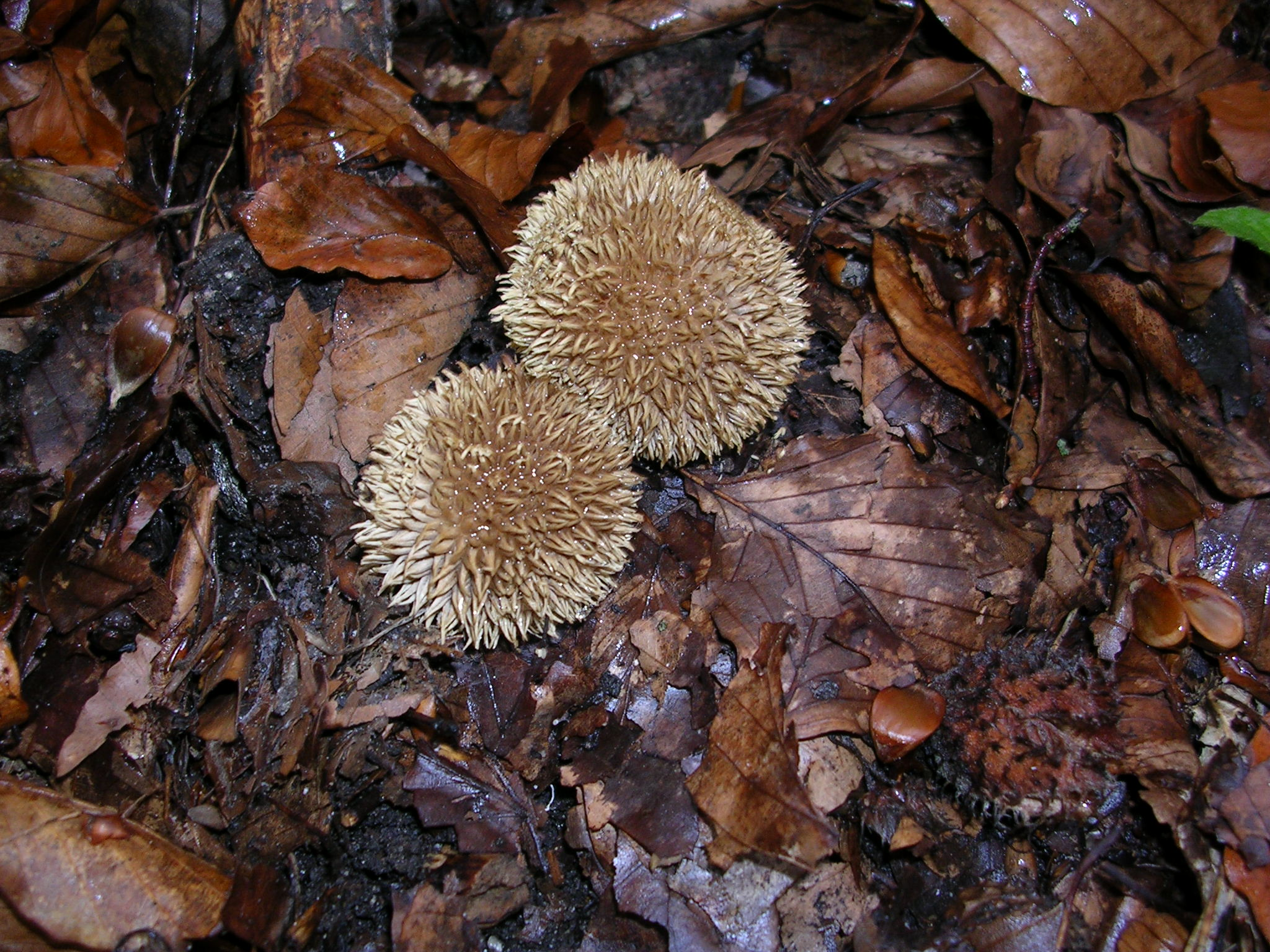

Igelkottsröksvamp (Lycoperdon echinatum) är en svampart i familjen Lycoperdaceae. 